# Rhinorhipus tamborinensis
Rhinorhipus tamborinensis  (лат.) — вид насекомых отряда жесткокрылых, являющийся единственным представителем рода Rhinorhipus Lawrence, 1988 и семейства Rhinorhipidae Lawrence, 1988. 

## Распространение
Rhinorhipus tamborinensis распространён в районе горы Mt. Tamborine, на юго-востоке штата Квинсленд (Австралия), а также в районе национальных парков Joalah National Park и Lamington National Park.

## Описание
Размер тела около 5—7,5 мм. Окраска серовато-чёрная. Усики длинные, как у жуков-усачей, состоят из 11 члеников.
При поимке жуков, они притворялись мёртвыми и падали с листьев на землю.
Монотипическая группа, которую ранее включали в инфотряд Элатериформные (Elateriformia). В 2022 году в ходе интегрирования данных филогеномики и палеонтологии была разработана новая классификация жесткокрылых, в которой надсемейство Rhinorhipoidea Lawrence, 1988 было выделено в отдельную серию  Rhinorhipiformia Cai, Engel and Tihelka, 2022.